# Štír Martensův
Štír Martensův (Mesobuthus martensii) je asijský zástupce štírů rodu Mesobuthus. Štír Martensův nepatří mezi nebezpečné druhy, ale bodnutí je bolestivé a vzhledem k příslušnosti k čeledi Buthidae je třeba zachovávat opatrnost u dětí a osob zvlášť citlivých na živočišné jedy. Obecně je považován za nejjedovatější druh rodu.

## Popis
Dorůstá délky mezi 5 a 6 cm. Samci jsou obvykle menší a méně širocí než samice. Je společenštější než např. štír středomořský (Buthus occitanus) a v přírodě se vyskytuje v malých skupinách. Vytváří poddruhy Mesobuthus martensii martensii a Mesobuthus martensii hainanensis.

## Areál rozšíření
Vyskytuje se v Indii,Japonsku, Číně, Mongolsku a Koreji. Obývá suchá místa s minimem vegetace. Lze jej nalézt pod kameny. Nevytváří nory.

## Chov

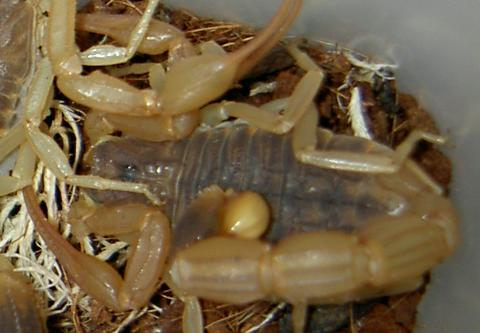
Mesobuthus martensii samice

Terárium je třeba pouštního typu o rozměrech 25×20×20 cm nebo větší. Jako podklad je vhodný suchý lignocel, půda nebo půda s pískem.V současnosti je k dostání i směs lignocelu a písku. Obecně rod preferuje spíše půdu než písek. Při chovu je vhodné terárium přes den vyhřívat na teploty okolo 28°, v noci jsou lepší nižší teploty okolo 20 °C. Jedna část terária musí být vlhčí a nesmí chybět napáječka. Přes zimu je možné zimovat při teplotě 5–10 °C. Dožívá se 4–5 let. Někteří jedinci jsou choulostiví na nízkou teplotu a roztoče. Plísňová onemocnění se projevují zřídka. Samci jsou choulostivější než samice.Při onemocnění byl štír netečný a občas se chvěl a měl vybledlou barvu.
Od jara 2024 k vidění v expozičním celku Gobi v Zoo Praha, také pod UV světlem, v němž modře nebo nazelenale září.